# Dorothée Louise Recker
Dorothée Louise Recker est une artiste peintre franco-allemande née en 1984 à Sandvika (Norvège).

## Biographie
Née en Norvège, Dorothée Louise Recker a grandi dans le sud de la France où elle commence à peindre dès l’adolescence. Elle obtient son diplôme de l’École nationale supérieure des beaux-arts de Paris en 2011 et déménage ensuite à Berlin. Elle partage son temps entre la France et l’Allemagne.

## Œuvre
L’usage de la couleur est au centre du travail de Dorothée Louise Recker. Dans ses premiers travaux à la peinture à l’huile, elle s’intéresse au motif du dégradé. Elle poursuit cette recherche en réalisant des œuvres où elle mêle du mortier de sable à de la peinture à l’huile. Ce mélange lui permet de travailler la couleur différemment et d’explorer la problématique du rapport entre le visible et le tactile en exploitant les imperfections de cette matière. Son œuvre est marquée par son enfance dans le sud de la France, une influence visible à travers le motif récurrent du palmier.
Dorothée Louise Recker jouit d’une notoriété internationale grandissante et a notamment exposé à Paris, Marseille, Berlin, Bruxelles et Leipzig. En 2010 elle remporte le prix Marin du Salon de mai, qui se tient tous les ans à Paris.
En 2018, sélectionnée dans le cadre d’un projet artistique, Dorothée Louise Recker peint in situ deux fresques dans le parking du Royal Hamilius, à Luxembourg, un bâtiment conçu par l'architecte Norman Foster. Les artistes Lise Stoufflet, Kosta Kulundzic, Gaëtan Henrioux, Axel Sanson et Valentina Canseco participèrent également au projet.

## Expositions

### Expositions personnelles
- 2010 : « Beubamm ! », galerie Gauche, École nationale supérieure des beaux-arts, Paris.
- 2013 : « Gib mir deine Wand », OHM/Shift, Berlin.
- 2017 : « Mains levées, portes ouvertes », exposition d’atelier, Ivry-sur-Seine.
- 2018 : « Sandvika. She BAM! », Laetitia Gorsy showroom, Spinnerei, Leipzig.

### Expositions collectives
- 2010 : « Salon de mai », Espace Commines, Paris, lauréate du prix Marin du Salon de mai.
- 2011 :
  - « Salon de mai », Espace Commines, Paris, membre du comité invitant et du jury.
  - « Nos Yeux Grands Ouverts », le Centquatre, Paris.
  - « ParisParis Exchange », club Le ParisParis, Paris.
- 2012 :
  - « Mothers », Weserland, Berlin.
  - « Things falls apart », ECC Berlin-Weissensee, Berlin.
- 2013 : « Open house », Achtung Studio, Kunstraum Kreuzberg-Bethanien, Berlin.
- 2014 :
  - « You Are The Artist. The Happening vol.II », Direktorenhaus, Berlin.
  - « Identity Affairs », Kaleidoskop Gallery, Berlin.
- 2015 :
  - « Personal notes for a public poem », commissariat de Sofia Eliza Bouratsis, Studio YBDD, Berlin.
  - « Beyond 1.1 », commissariat de Bethsabée Attali et Mitra Korasheh, Tanja Grunert gallery, New York.
- 2016 : « Pleins Feux », portes ouvertes des ateliers d’artistes, galerie Fernand Léger, Ivry-sur-Seine.
- 2017 :
  - « Something in a box! », un projet Studio Marant et Agence Flash, The Hoxton, Paris.
  - « Living Cube », commissariat Élodie Bernard, place Dunois, Orléans.
  - « 52 », commissariat Thomas Havet, villa Belleville, Paris.
  - « So Fresh », commissariat d'Élodie Bernard, ChezKit, Pantin.
  - « Super Green », commissariat Studio Marant, Le 5 Codet, Paris.
  - « The Summer of Undertone », commissariat Chloé Curci et Studio Marant, galerie POC, Marseille.
  - « Pièce à vivre », commissariat Chloé Curci, galerie POC, Marseille.
  - « Garder le cap », galerie Valérie Delaunay, Paris.
- 2018 :
  - « That same far place », commissariat Noelia Portela, Persona Curada, ChezKit, Pantin.
  - « Fresques Permanentes. Royal Hamilius », Luxembourg, architecte : Norman Foster, mécénat : Codic International, Royal Hamilius Parking et APCOA Parking, conception, commissariat et ingénierie culturelle : Melpomène Society Luxembourg.
  - « Sunday Sunset », commissariat Élodie Bernard, La Peau de l’Ours, galerie Rivoli, Bruxelles.
  - « Green is the coolest color », commissariat Luiza Vanelli Schmidt, Artmate, Le Houloc, Aubervilliers.
  - « Action ! La nouvelle école française », Bastille Design Center, Paris.
- 2019 : « Tout doit disparaître », galerie Provost Hacker, Lille.